# 埃德·萨多夫斯基
爱德华·安东尼·萨多夫斯基（英語：Edward Anthony Sadowski，1917年7月11日—1990年9月18日），美国NBA联盟前职业篮球运动员。